# Tour de Saint-Simon
La tour de Saint-Simon, anciennement de Saint-Sigismond, est une tour médiévale accolée à l'Église Saint-Sigismond dans le village de Saint-Simon (Cantal, France).

## Description
C'est une tour carrée de style roman construite en pierre d'appareil. Elle faisait partie d'un réseau de tours appartenant à l'abbaye Saint-Géraud d'Aurillac. La porte d'accès, qui se trouve au troisième étage, était accessible par un échafaudage en bois qui pouvait être rapidement supprimé. On accédait ensuite aux différents étages par des trappes dans les voûtes de planchers et des échelles, ou, pour les derniers étages, par un escalier à vis ménagé dans l'épaisseur du mur.

## Histoire
Des tours semblables, probablement à l'origine en bois, étaient disposées le long des vallées jusqu'aux embouchures du Lot (rivière) et de la Dordogne pour avertir d'une incursion de bandes Vikings ou autres. Elles n'étaient pas couvertes, mais surmontées d'une terrasse qui permettait d'allumer un feu servant de signal.
On sait aussi qu'elles servaient de silos pour conserver en sûreté le grain, sous la garde d'un seigneur auquel Grasset d'Orcet a donné le nom de seigneurs turricoles.
On trouve comme tours semblables, faisant partie du même réseau de l'abbaye:
- à Aurillac, le château Saint-Étienne;
- à Naucelles, actuellement la mairie;
- tour de Faliès
- édifice primitif du château de Laroque

D'autres tours carrées, du même type, ont été construites plus tard et par des seigneurs laïcs :
- Tour de Broussette (début du XVe siècle)
- Tour carrée du château de Pesteils (début du XVe siècle)

## Visite
La tour ne se visite pas.